# Cinnyris oustaleti
Cinnyris oustaleti е вид птица от семейство Nectariniidae.